# Wettingen (Nerenstetten)
Wettingen ist ein Dorf und ein Ortsteil der Gemeinde Nerenstetten im Alb-Donau-Kreis in Baden-Württemberg.

## Geschichte

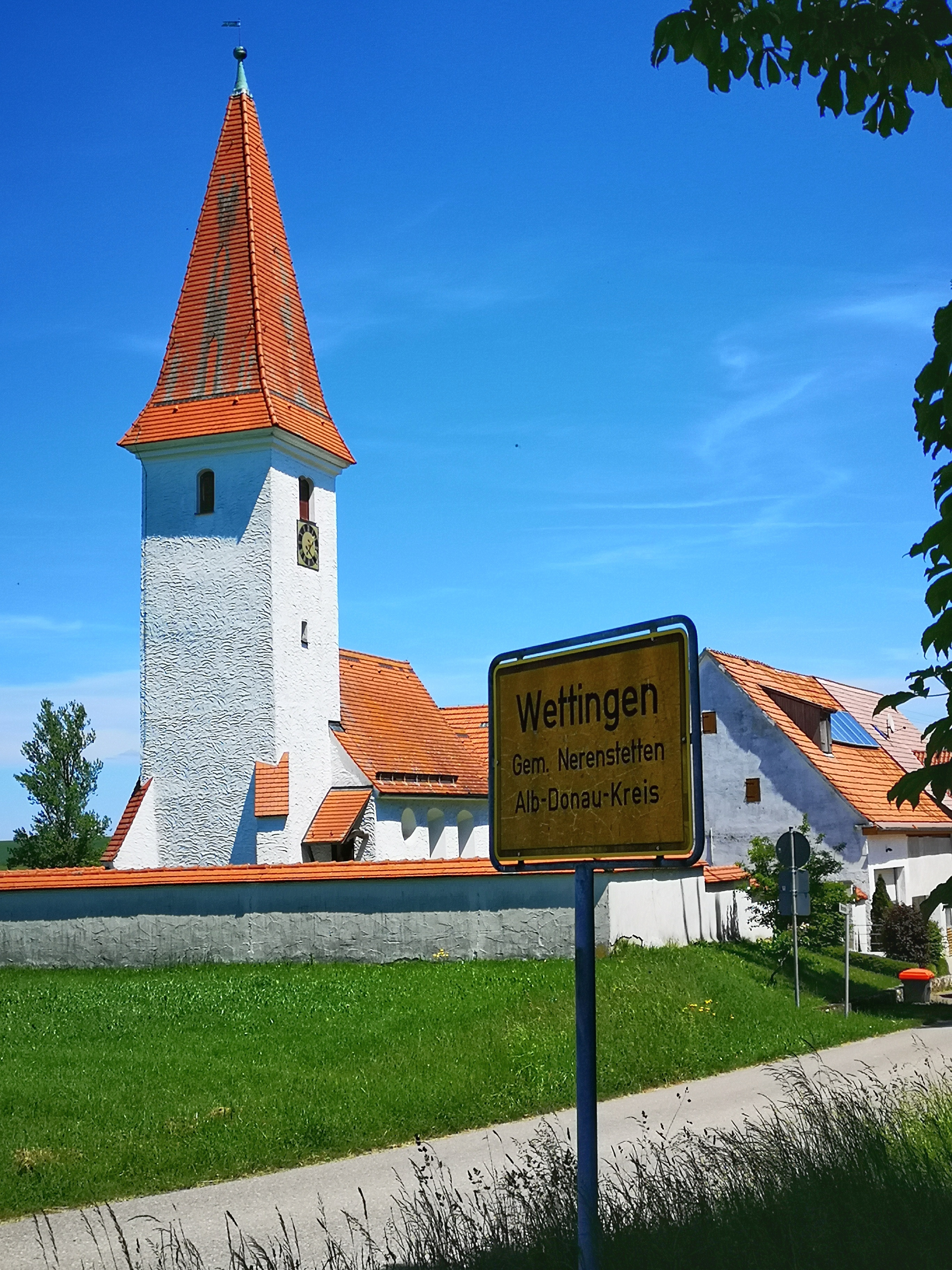
Evangelische Cyriakuskirche

Erstmals urkundlich erwähnt wurde Wettingen im Jahre 1100, als Adelheim von Öllingen eine Hube zu Wettingen dem Kloster Hirsau schenkte. Am 9. Juni 1820 kam Wettingen als Ortsteil zu Nerenstetten. Als Kirchengemeinde blieb Wettingen jedoch eigenständig und ist heute die kleinste in der Evangelischen Landeskirche in Württemberg.
Seit 1995 ist Wettingen mit der gleichnamigen Gemeinde im Schweizer Kanton Aargau freundschaftlich verbunden.